# Хайнрих IV фон Монфор-Ротенфелс-Васербург
Хайнрих IV фон Монфор-Ротенфелс-Васербург (на немски: Heinrich IV (VIII) Graf von Montfort-Rothenfels-Wasserburg; † 31 август 1561) е граф на Монфор-Ротенфелс-Васербург.

## Произход
Той е син (от 13 деца) на граф Хуго XVI (XIV) фон Монфор-Ротенфелс-Васербург († 1564) и втората му съпруга Урсула фон Золмс-Лих. Брат е на Улрих VI (IX) фон Монфор-Ротенфелс († 16 март 1574), граф на Монфор-Тетнанг и Васербург, женен на 1 юни 1551 г. за Урсула фон Золмс-Лих (1528 – 1606).

## Фамилия
Хайнрих IV фон Монфор се жени пр. 27 декември 1558 г. за графиня Барбара фон Фюрстенберг (* 1531; † пр. 2 октомври 1601), дъщеря на граф Фридрих III фон Фюрстенберг († 1559) и съпругата му графиня Анна фон Верденберг-Хайлигенберг († 1554), наследничка на Хайлигенберг, дъщеря на граф Кристоф фон Верденберг-Хайлигенберг (1480 – 1534) и Елеонора Гонзага (1488 – 1512), дъщеря на граф Джанфранческо Гонзага от Сабионета (1446 – 1496). Бракът е бездетен.